# 3 هـ
3 هـ هي سنة في التقويم الهجري امتدت مقابلةً في التقويم الميلادي سنتي 624 و625.

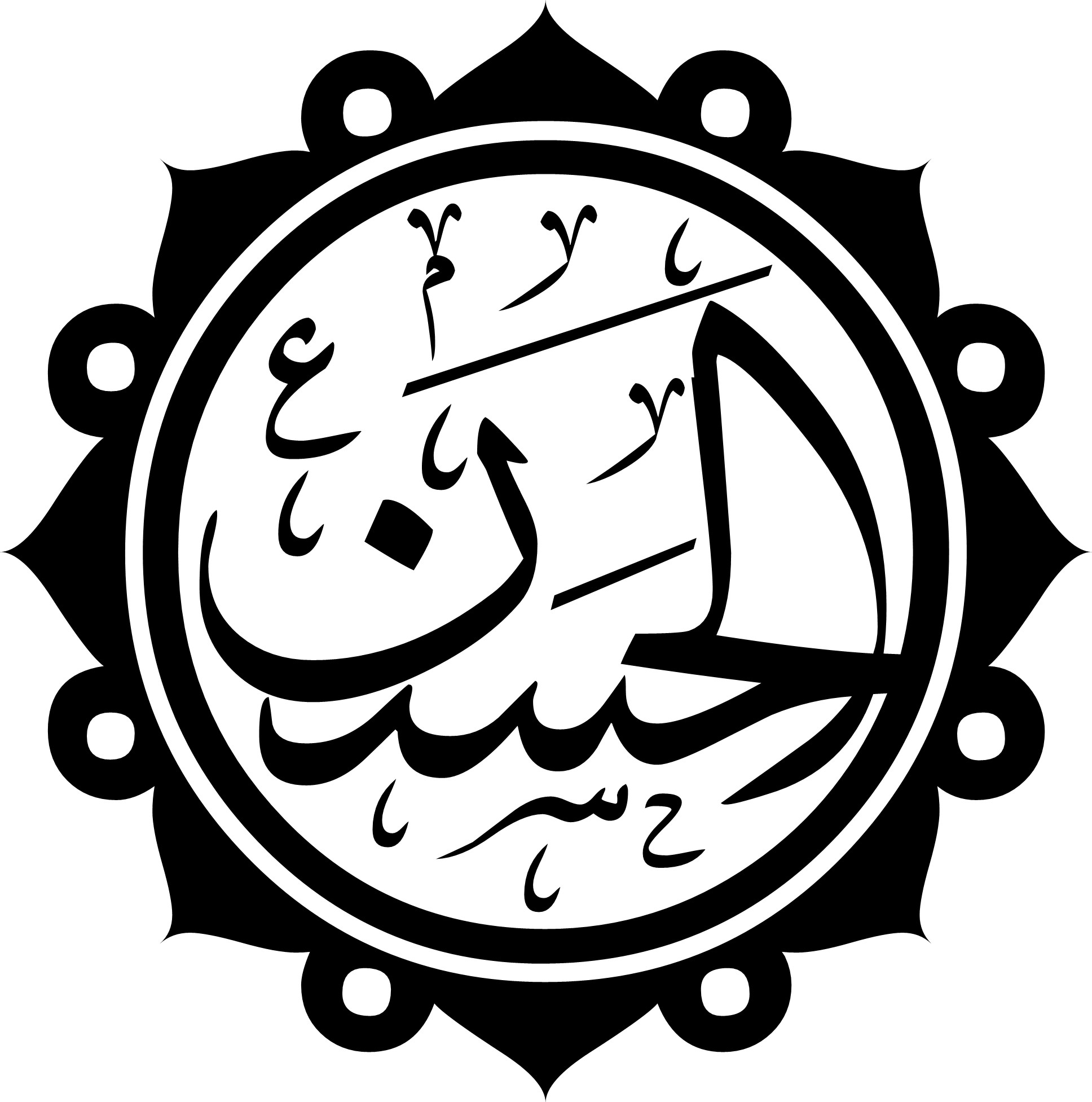
تخطيط لاسم الحسن بن علي بن أبي طالب

## أحداث
- غزوة بني سليم بالكدر
- سرية قتل كعب بن الأشرف
- غزوة ذي أمر
- غزوة بحران
- سرية زيد بن حارثة إلى القردة
- 7 شوال - معركة أحد بين المسلمين والكفار.
- مقتل حمزة بن عبد المطلب
- غزوة حمراء الأسد

## مواليد
- 15 رمضان - ولادة الحسن بن علي في المدينة المنورة.
- جابر بن زيد
- أبو الطفيل عامر بن واثلة الكناني

## وفيات
- حمزة بن عبد المطلب صحابي جليل وعم النبي محمد ﷺ
- عمرو بن معاذ صحابي جليل من شهداء غزوة أحد.
- أنس بن النضر
- أوس بن ثابت
- الحارث بن ثابت بن سفيان
- الحارث بن رافع
- الحارث بن سليم
- الحارث بن عبد الله بن سعد
- الحارث بن عدي بن خرشة
- الحارث بن عقبة
- العاص بن وائل السهمي
- المجذر بن زياد
- ثعلبة بن سعد
- حاجب بن زرارة
- حبيب بن زيد بن تيم
- حنظلة بن أبي عامر
- ذكوان بن عبد قيس
- شماس بن عثمان
- عبد الله بن عمرو بن حرام
- عمرو بن الجموح
- مالك بن سنان
- وهب بن قابوس
- أنس بن النضر
- أنيس بن قتادة
- أوس بن ثابت
- الحارث بن أنس
- الحارث بن ثابت بن سفيان
- الحارث بن رافع
- الحارث بن سليم
- الحارث بن عبد الله بن سعد
- الحارث بن عدي بن خرشة
- الحارث بن عقبة
- الحباب بن قيظي
- المجذر بن زياد
- النعمان بن مالك
- ثابت بن عمرو الأنصاري
- ثعلبة بن سعد
- حارثة بن عمرو الأنصاري
- حبيب بن زيد بن تيم
- حنظلة بن أبي عامر
- خلاد بن عمرو بن الجموح
- خيثمة بن الحارث
- ذكوان بن عبد قيس
- شماس بن عثمان
- صيفي بن قيظي
- عبد الله بن جبير
- عبد الله بن جحش
- عبد الله بن عمرو بن حرام
- عمرو بن الجموح
- مالك بن سنان
- وهب بن قابوس
- أبو سلمة بن عبد الأسد
- ثعلبة بن حاطب
- مصعب بن عمير
- مرثد بن أبي مرثد
- رافع بن مالك
- خارجة بن زيد الخزرجي
- سعد بن الربيع
- خارجة بن زيد بن أبي زهير
- أوس بن سلامة بن وقش